# Прозрачные вещи
«Прозрачные вещи» (англ. Transparent Things) — роман Владимира Набокова на английском языке, впервые изданный в США в 1972 году. Будучи самым коротким в творчестве писателя, содержит сложную композицию и непростую взаимосвязь событий. По словам переводчика и набоковеда Андрея Бабикова, в произведении «более и менее отдаленное прошлое просвечивает в настоящем, и наоборот», а «роман почти целиком состоит из изящных формул», что представляет сложность для перевода на русский язык.

## Сюжет
Главный герой романа, Хью Персон, сотрудник издательской фирмы, прибывает в маленький горнолыжный курорт в Швейцарии. Он пытается воссоздать обстановку, связанную с его предыдущими посещениями этого городка. Читатель узнает, что Персон бывал здесь до этого три раза. В первое его посещение этого города, состоявшееся за 18 лет до описываемых событий, умирает его отец.
Второй раз он прибывает сюда по делам издательства для встречи с талантливым автором R. Волей случая Персон знакомится с Армандой, красивой, но сумасбродной женщиной, и женится на ней.
Через месяц после третьей поездки Персон убивает Арманду, находясь в состоянии сна. После этого события он несколько лет мотается между тюрьмой и сумасшедшим домом, где его пытаются подвергнуть психоанализу.
Прибыв в Швейцарию в четвёртый раз, он пытается с помощью окружающей обстановки проникнуться духом прошлого: повторяет прогулки по горам, добивается того, чтобы его поселили в тот же самый номер, где он останавливался 8 лет назад. Однако «заигрывания» с «призраками прошлого» к хорошему не приводят: в отеле случается пожар, в котором главный герой погибает.

## Характерные особенности
В «Прозрачных вещах» В. Набоков изображает атмосферу всеобщей пошлости. Персонажи произведения лишены и положительных, и отрицательных черт характера, они неспособны совершать ни хорошие, ни дурные поступки, являясь марионетками, которые передвигаются по жизни волей случая.

## Интересные факты
- Семья Набоковых использовала в качестве русскоязычного названия вариант «Сквозняк из прошлого»[1].

## Переводы на русский язык
- Просвечивающие предметы, А. Долинин, М. Мейлах, 1991 г.
- Прозрачные вещи, С. Ильин, 1996 г.
- Прозрачные предметы, Д. Чекалов, 2004 г.
- Сквозняк из прошлого, А. Бабиков, 2023 г.